# 大原幽学
大原 幽学（おおはら ゆうがく、寛政9年3月17日（1797年4月13日） - 安政5年3月8日（1858年4月21日））は、江戸時代後期の農政学者、農民指導者。下総国香取郡長部（ながべ）村（現在の旭市長部）を拠点に活動した。天保9年（1838年）に組織した「先祖株組合」は世界初の農業協同組合とされる。

## 生涯

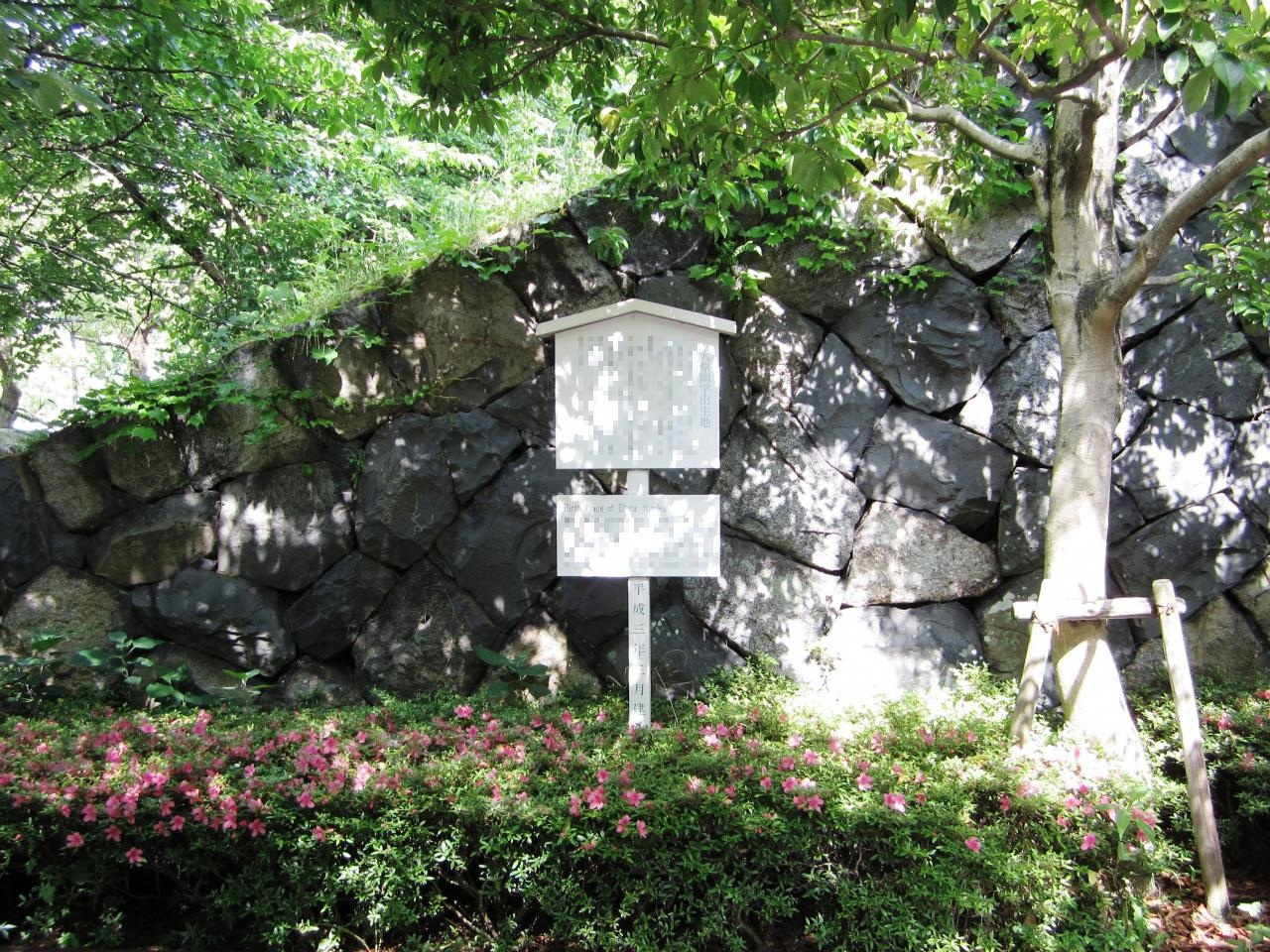
大原幽学出生地（愛知県名古屋市中区の愛知県図書館）

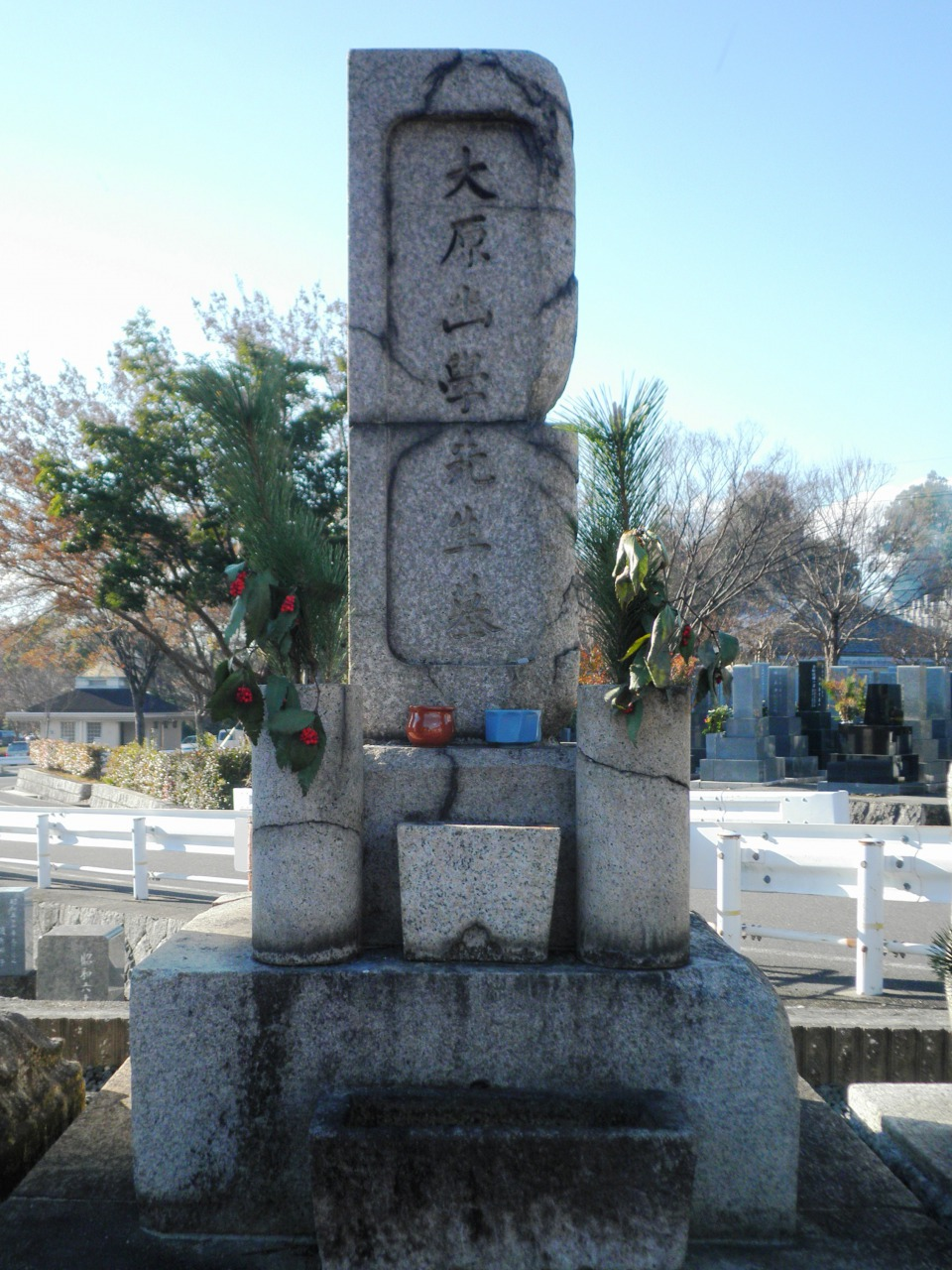
墓所（愛知県名古屋市千種区の平和公園）

出自は明らかでない。尾張藩の家臣・大道寺直方の次男として生まれたとの説がある。若き頃は大道寺左門と名乗っていたという。号は静香。
門人によると、幽学は18歳のとき、藩の剣術師範を果たし合いの上殺したため、勘当された。美濃、大和、京、大阪を長く放浪していたという。初めは武芸、のち知友から占いの手法を身に付け、易占、観相、講説などで流浪の生活を支えていた。
その後、神道、儒教、仏教を一体とする、独自の実践道徳である「性学」（「生理学」「性理道」ともいった）を開いた。天保2年（1831年）に房総を訪れ性学を講ずるようになり、門人を各地に増やしていった。そして、天保6年（1835年）に椿海の干拓地の干潟八万石にあった長部村に招かれ農村振興に努力することになった。
幽学は、先祖株組合の創設のほかに、農業技術の指導、耕地整理、質素倹約の奨励、博打の禁止、また子供の教育・しつけのために換え子制度の奨励など、農民生活のあらゆる面を指導した。「改心楼」という教導所も建設された。嘉永元年（1848年）2月に、長部村の領主清水氏は、長部村の復興を賞賛し、領内の村々の模範とすべきことを触れている。嘉永5年（1852年）、反感を持つ勢力が改心楼へ乱入したことをきっかけに村を越えた農民の行き来を怪しまれ、勘定奉行に取り調べられる。安政4年（1857年）に押込百日と改心楼の棄却、先祖株組合の解散を言い渡される。5年に及ぶ訴訟の疲労と性学を学んだはずの村の荒廃を嘆き、翌年、墓地で切腹した。
著作として『微味幽玄考』『性学趣意』『口まめ草』等を遺した。
千葉県旭市には旧宅（国の史跡）が残っており、切腹した場所には墓が建立された。長部には「大原幽学記念館」がある。愛知県名古屋市の平和公園（公園内の萬松寺墓域）にも墓碑がある。
昭和3年（1928年）、正五位を追贈された。
千葉県東部には、大原幽学が考案したとされる「性学もち」という郷土料理が伝わっている。

## 同時代の代表的な農民指導者
- 二宮尊徳
- 大蔵永常
- 渡部斧松

## 描かれた作品
- 映画　
  - 『月の出の決闘』（1947年） - 丸根賛太郎監督、阪東妻三郎、青山杉作他
  - 『天保水滸伝 大原幽学』 （1976年） - 山本薩夫監督、平幹二朗、浅丘ルリ子他
- 小説
  - 高倉テル『大原幽学伝』美和書林（1949年）
  - 内山朝治『武士にて候―先覚者大原幽学、その闘い』東洋出版（2002年4月30日）
  - 佐藤雅美『吾、器に過ぎたるか』講談社（2003年5月）、のち講談社文庫『お白洲無情』（2006年5月）